# Louis Marchand
Louis Marchand, francoski organist in baročni skladatelj, * 2. februar 1669, Lyons, † 17. februar 1732, Pariz.